# أحمد رحيم بومهيدي
أحمد رحيم بومهيدي هو شاعر يمني وعضو في اتحاد الأدباء والكتاب اليمنيين، ولد عام 1936 في الشحر، وتوفي عام 1997 بسبب مرض أصابه. بدأ حياته العملية بالتجارة الحرة، وحياته الأدبية بالقصة القصيرة، إلا أنه وجد ميوله إلى التأليف والشعر الغنائي. وتوفي بسبب مرض ألم به وهو في قمة إبداعه الأدبي.

## أعماله
- سر المحبة (ديوان شعر).
- أُغنيات من اليمن.
- المسلمي حياته وفنه.
- العزاني كما عرفته.
- أعلام فنية.